# Château de Lordat
Ne doit pas être confondu avec Château de Lordat à Bram.
Pour les articles homonymes, voir Lordat (homonymie).
Le château de Lordat, situé sur la commune de Lordat, dans le département de l'Ariège, est l'un des plus anciens et des plus vastes châteaux féodaux du haut comté de Foix. C'est un exemple typique de l'architecture militaire médièvale des Pyrénées ariégeoises.

## Localisation
Le château de Lordat, dont il ne reste que des ruines, occupe une position stratégique exceptionnelle : placé sur un piton calcaire situé à 965 mètres d'altitude, ses murailles surplombent le terroir du Sabarthès (la haute vallée de l'Ariège) de 400 mètres.

## Historique
Sa construction remonte vraisemblablement aux IXe et Xe siècles. Lordat est mentionné pour la première fois dans les écrits en 970, comme chef-lieu d'un ministerium. Un castrum est cité au XIe siècle. En 1034, il est cédé par Bernard, comte de Carcassonne, à son fils cadet Roger, premier comte de Foix. Vers 1244, il fut occupé par les cathares durant la croisade contre les Albigeois. À la fin du XIIIe siècle, le roi d'Aragon s'en empare et demande sa destruction.
Longtemps très influente auprès des comtes de Foix, la famille de Lordat abandonna le château à l’époque des guerres de Religion. Démantelé sur l'ordre d’Henri IV en 1582, il tombera peu à peu en ruines. L'entrée protégée par une tour carrée conserve encore son aspect d'origine. Dans un texte de 1672, le château est signalé comme ruiné et abandonné et l'on rappelle qu'il a servi de prison « aux libertins et aux autres gens de mauvaises vie ».
Il semble que la famille Lordat ait conservé sa propriété sur les terres du Lordadais jusqu'au XIXe siècle au moins si l'on en croit le témoignage croustillant de la famille Barbe :
« Les derniers Lordat, propriétaires du Lordadais, étaient trois frères, de  faible intelligence, que l'on appelait, suivant leurs manies : Lordat-messe, Lordat-cheval et Lordat-visite. Ce dernier, qui cherchait à se, marier et était partout éconduit, se trouva un jour chez une jeune fille dont le père était absent. La jeune fille, après avoir fait prévenir son père, imagina la scène suivante : « Que pensera mon père, dit-elle à Lordat-visite. s'il vous trouve seul avec moi ? Cachez-vous vite dans cette pendule. » Et elle l'enferme, aussitôt dans la cage en bois de ces anciennes pendules qui composaient autrefois le mobilier de salon. Survient le père qui dit en entrant : " II me semble qu'un homme s'est introduit ici », et s'empresse de fouiller partout et d'ouvrir les armoires. Il arrive enfin a la pendule et trouve Lordat-visite très a l'étroit dans sa cachette. « Que faites-vous la, Monsieur ? » — « Je me promène » répond le prisonnier. »
Le château de Lordat a été classé monument historique le 18 septembre 1923.
Un bail emphytéotique entre les propriétaires du château et la Communauté de communes des Vallées d'Ax a été signé le 23 mars 1996 pour une durée de trente ans, soit jusqu'au 23 mars 2026.
Des travaux de consolidation et de mise en valeur ont été entrepris par la collectivité depuis 1999. Dès 2001, la Communauté de communes des Vallées d'Ax responsable du château, a entrepris un programme de cristallisation. Le château a connu une activité touristique de démonstration de rapaces entre 2002 à 2015.
En 2012-2013, un diagnostic conduit par un architecte spécialisé a été lancé sur l'état des maçonneries du monument. Ce diagnostic a permis la définition et la mise en œuvre d'une programme de sécurisation et de préservation de l'enceinte.
En 2015, une première tranche de travaux fut réalisée pour la consolidation de la poterne sud, des logis, de la porte intérieure et de la tour ouverte à la gorge.
Depuis le 4 juin 2016, le château a ouvert à nouveau ses portes et propose une visite et des animations pendant l'été.

## Description
Le château de Lordat est un des sites les plus marquants de l'Ariège par sa superficie, l'importance de ses défenses et des bâtiments d'habitation. La forteresse est bordée côté est par les restes d'un mur épais constitué de très gros blocs et protégée par deux enceintes. La première, qui relie deux tours côté est appareillée en arête-de-poisson à partir de trois à quatre mètres de hauteur. Au nord cette première enceinte rejoint la deuxième et se confond avec elle au-dessus d'une falaise de plus de cinquante mètres de haut. Les portes de chacune sont percées dans des tours et comportent des chicanes.

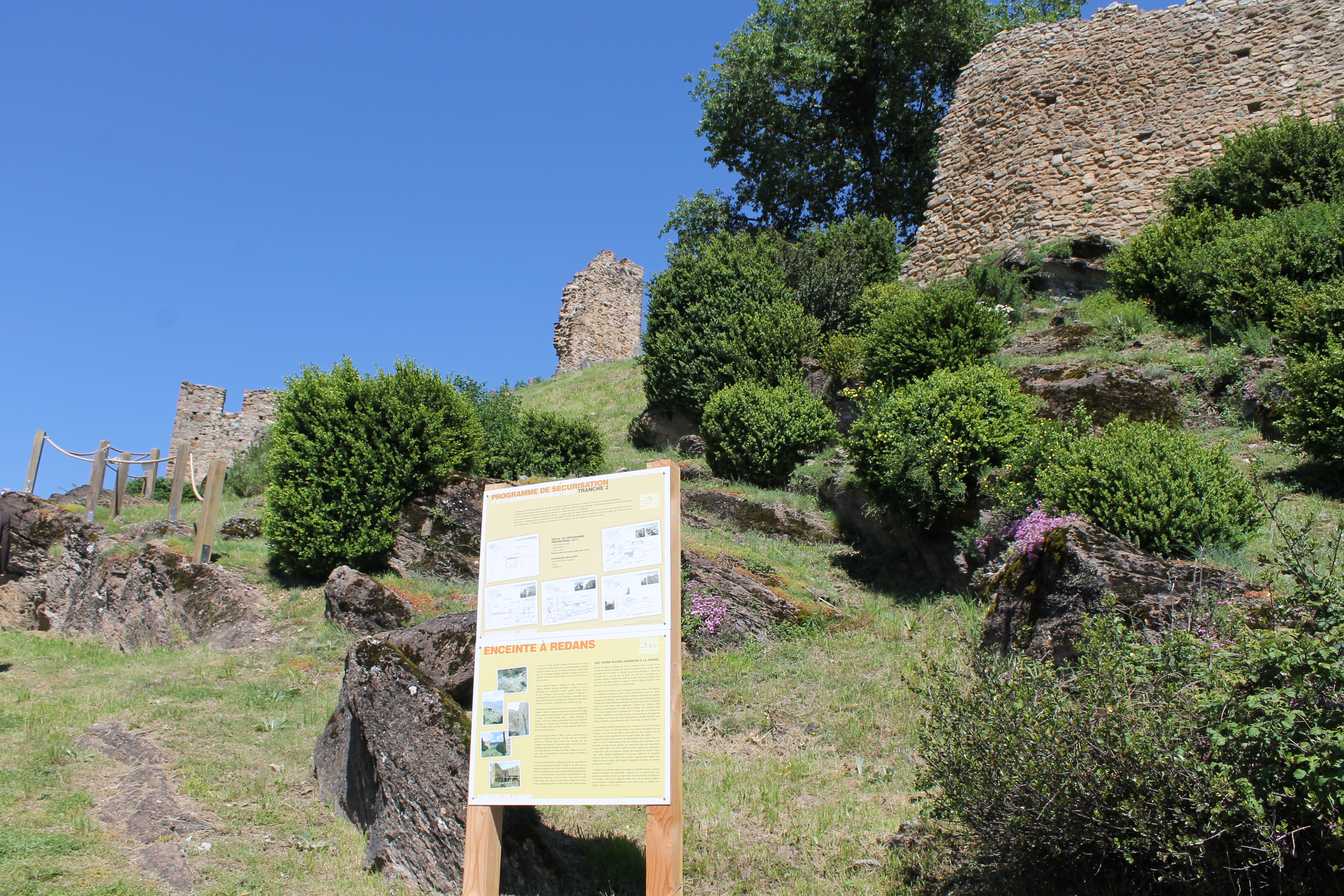
Renouvellement du site depuis juin 2016.

Au nord, les restes d'une citerne et de plusieurs bâtiments d'habitation son adossés à l'intérieur du mur d'enceinte. Les murs des habitations étaient percés par des ouvertures en arcs outrepassés. Au centre, les vestiges de quatre bâtiments voisinent avec la tour maîtresse. Les murs de ce donjon de quatre étages étaient les plus épais de toute la forteresse.

## Un nouveau souffle pour le château
Après la fin de l'activité des aigles depuis 2015, la communauté de communes des Vallées d'Ax a travaillé avec la collaboration de l'Office du tourisme des Vallées d'Ax pour rouvrir le château au grand public.
Dorénavant ouvert depuis 2016, le site du château de Lordat se recentre désormais comme un lieu multiculturel dans la vallée de l'Ariège. Les travaux de cristallisation historique et de sécurisation permettent un accueil plus sécurisé et interactif pour les visiteurs.
Des animations diverses se succèdent pendant les mois de juillet et août (spectacles de fauconnerie, chasses aux trésors, spectacle médiévaux, etc.).

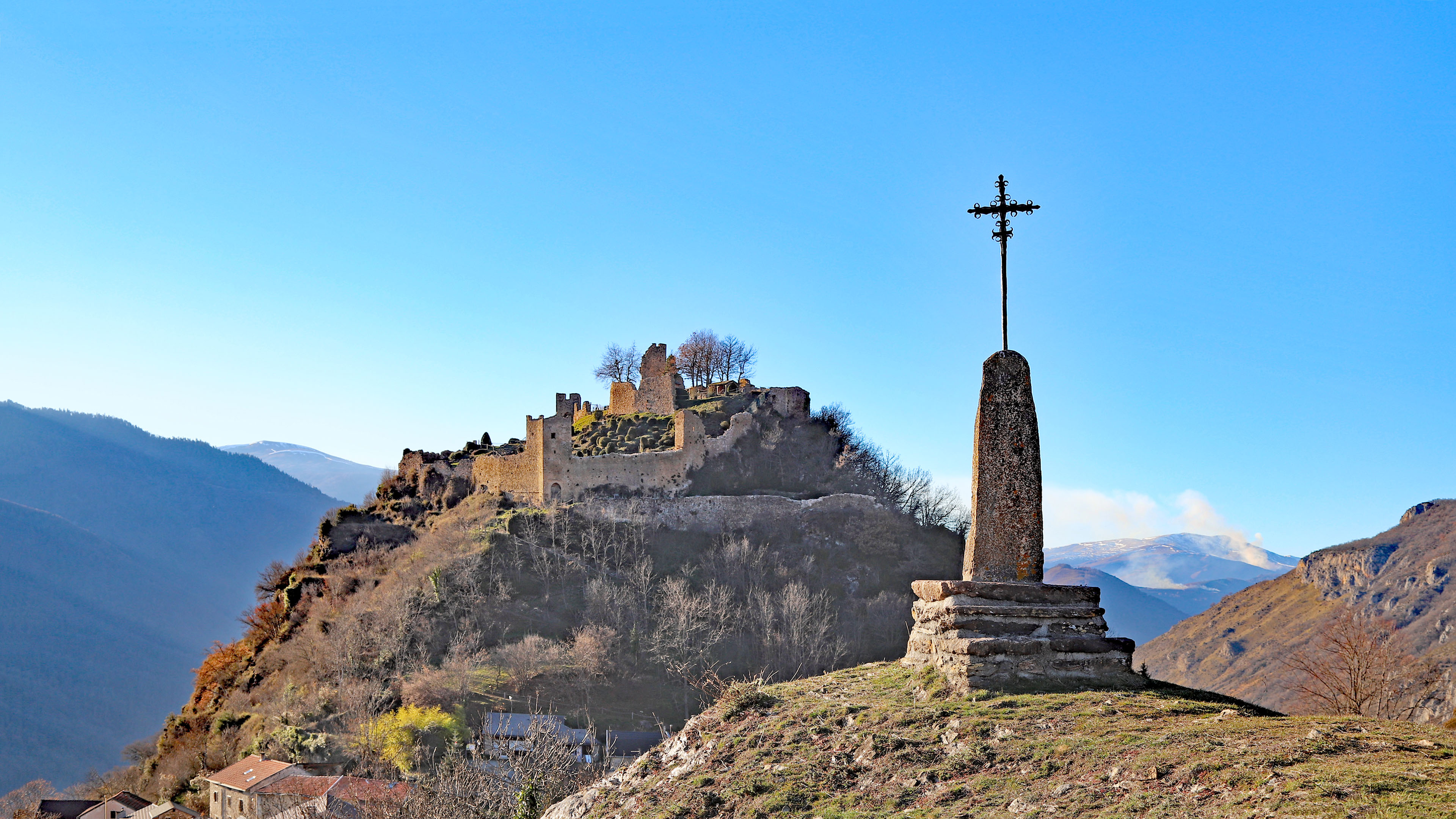
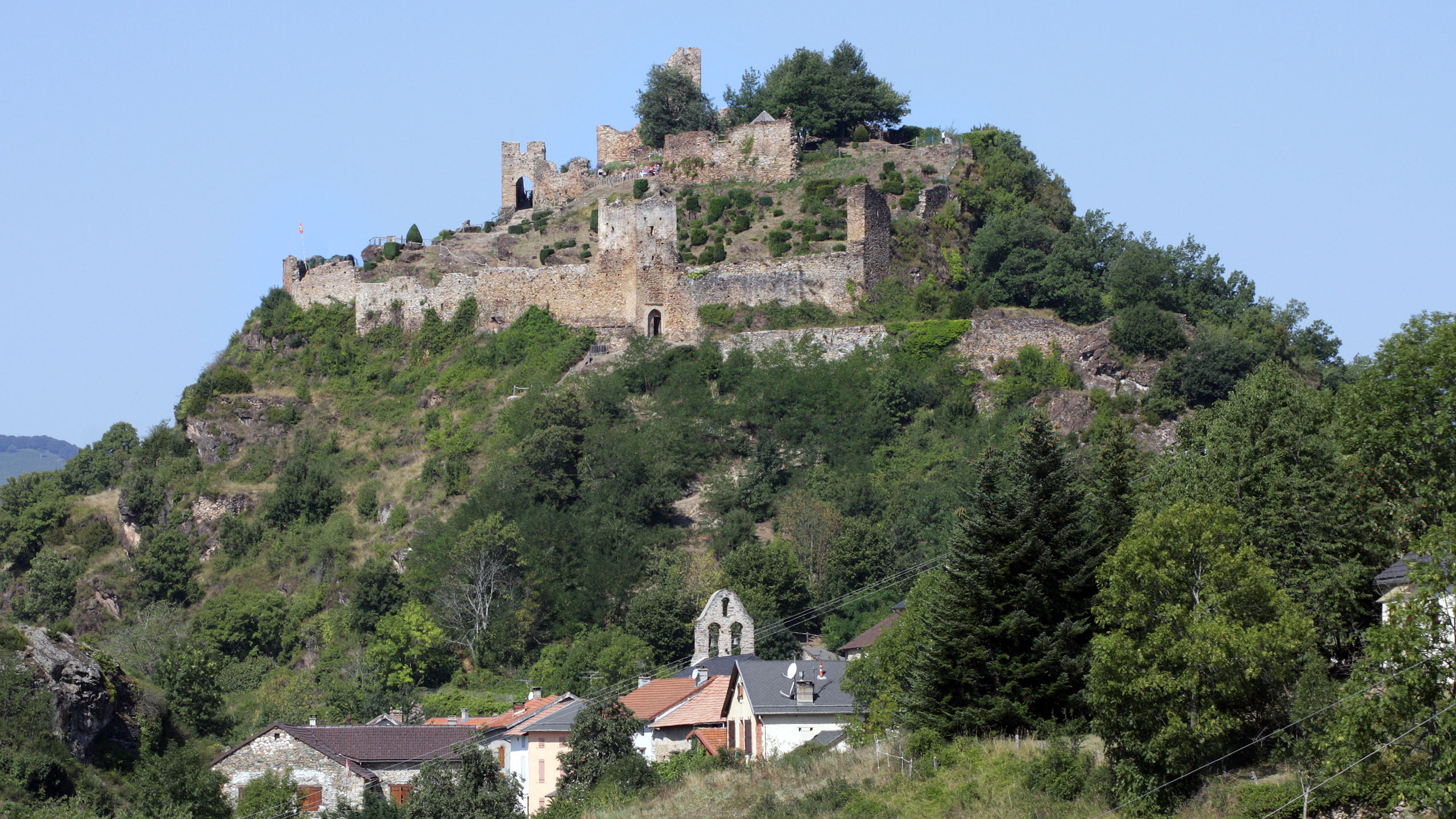
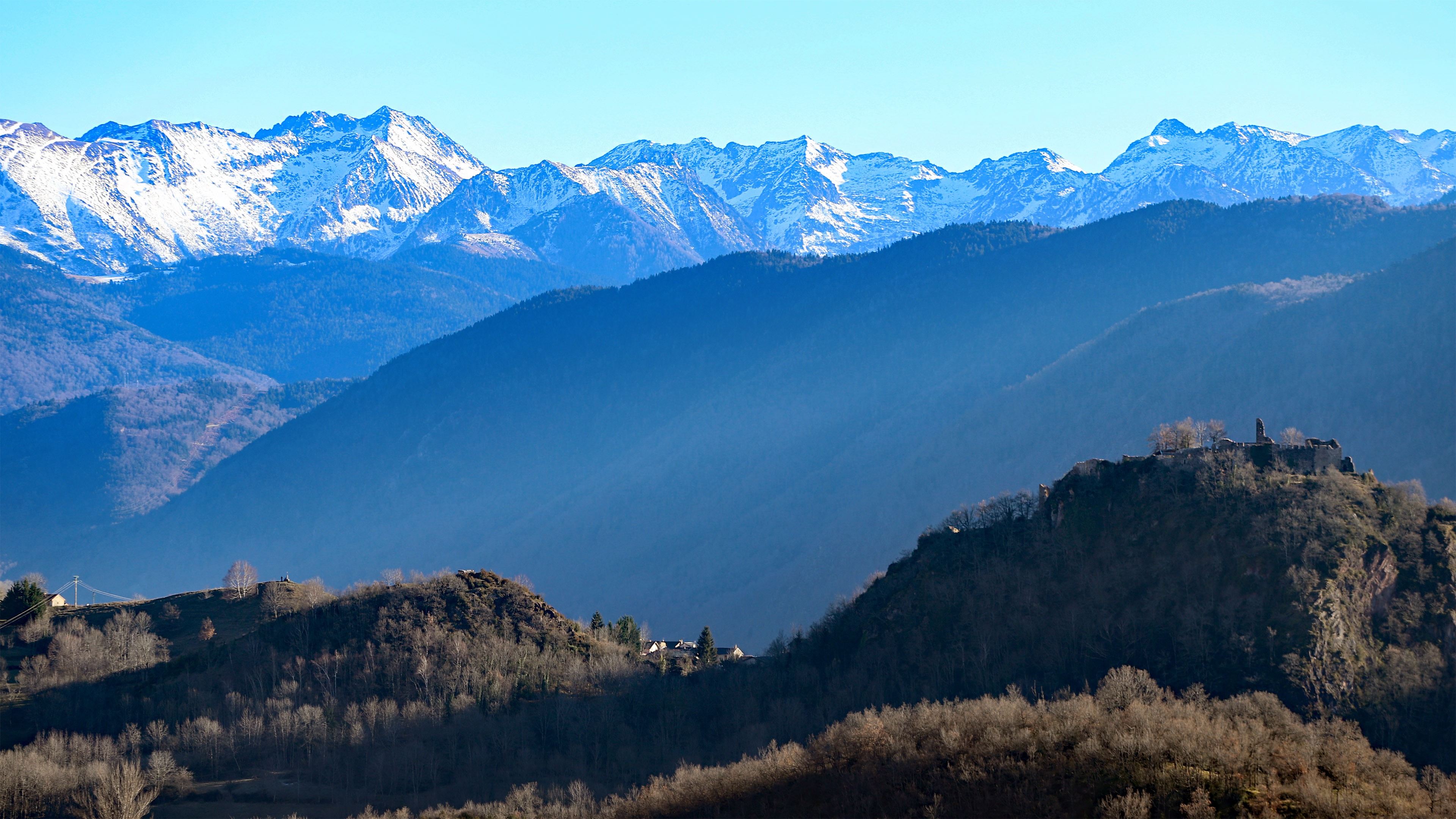
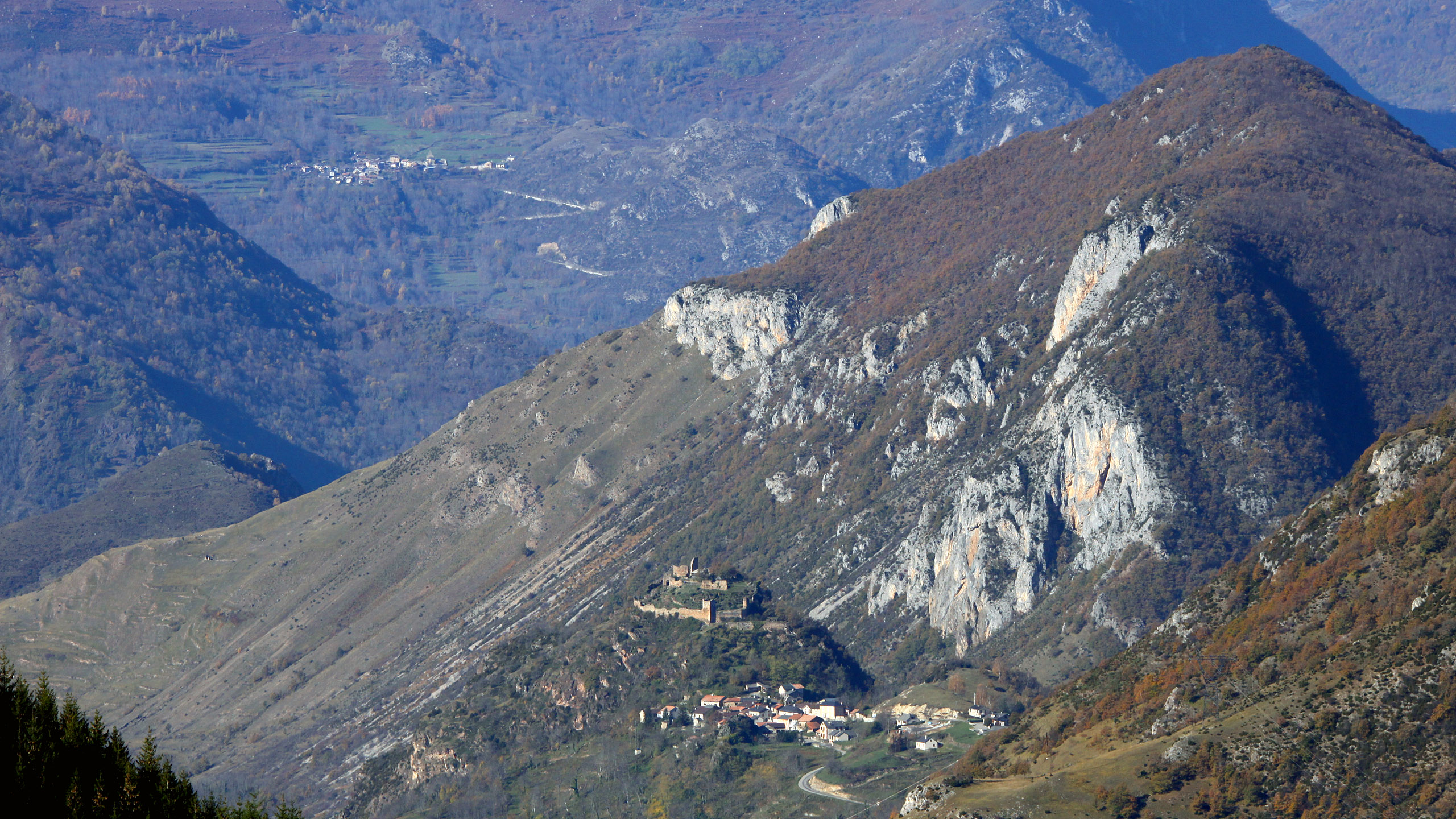
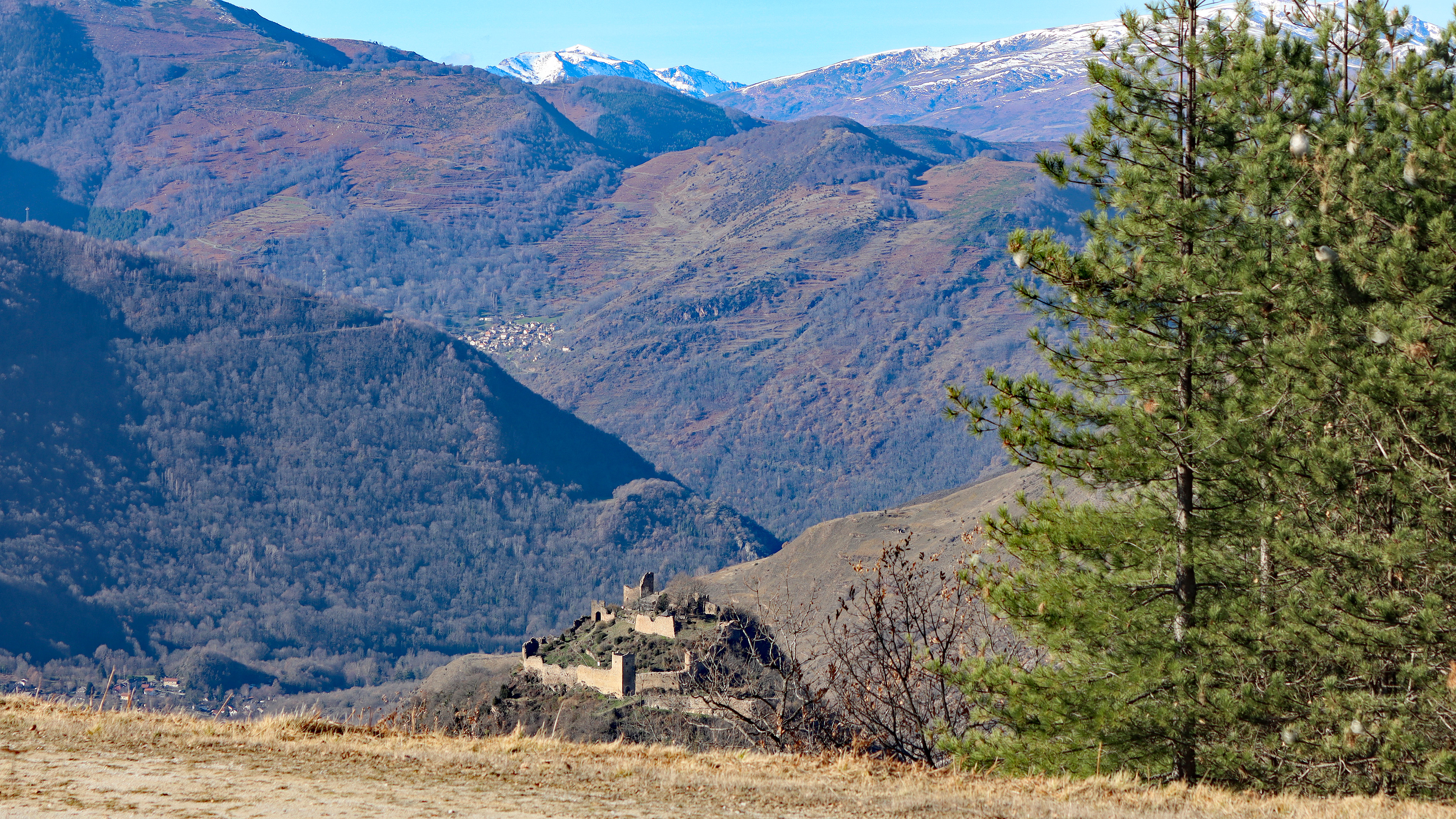
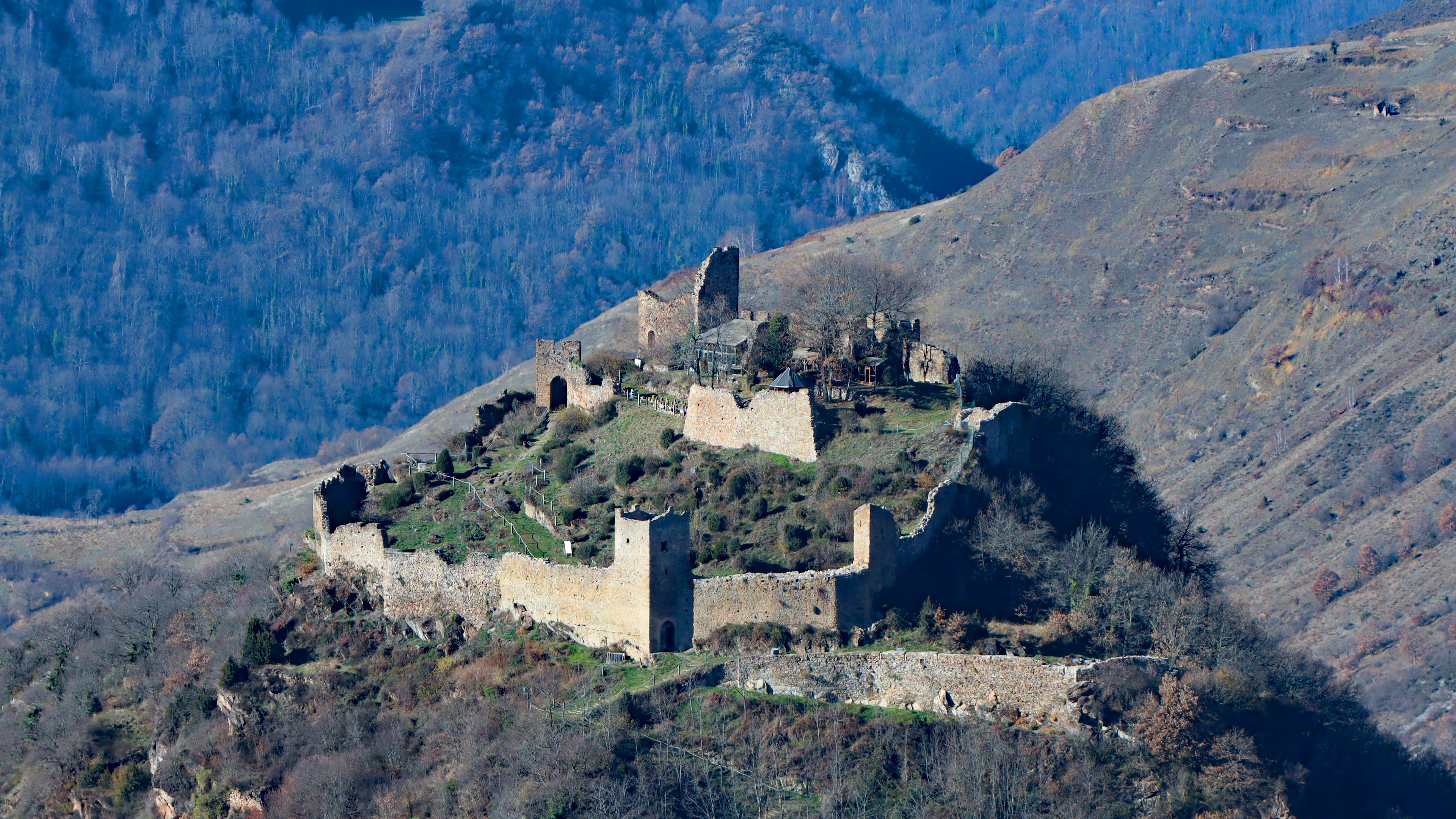
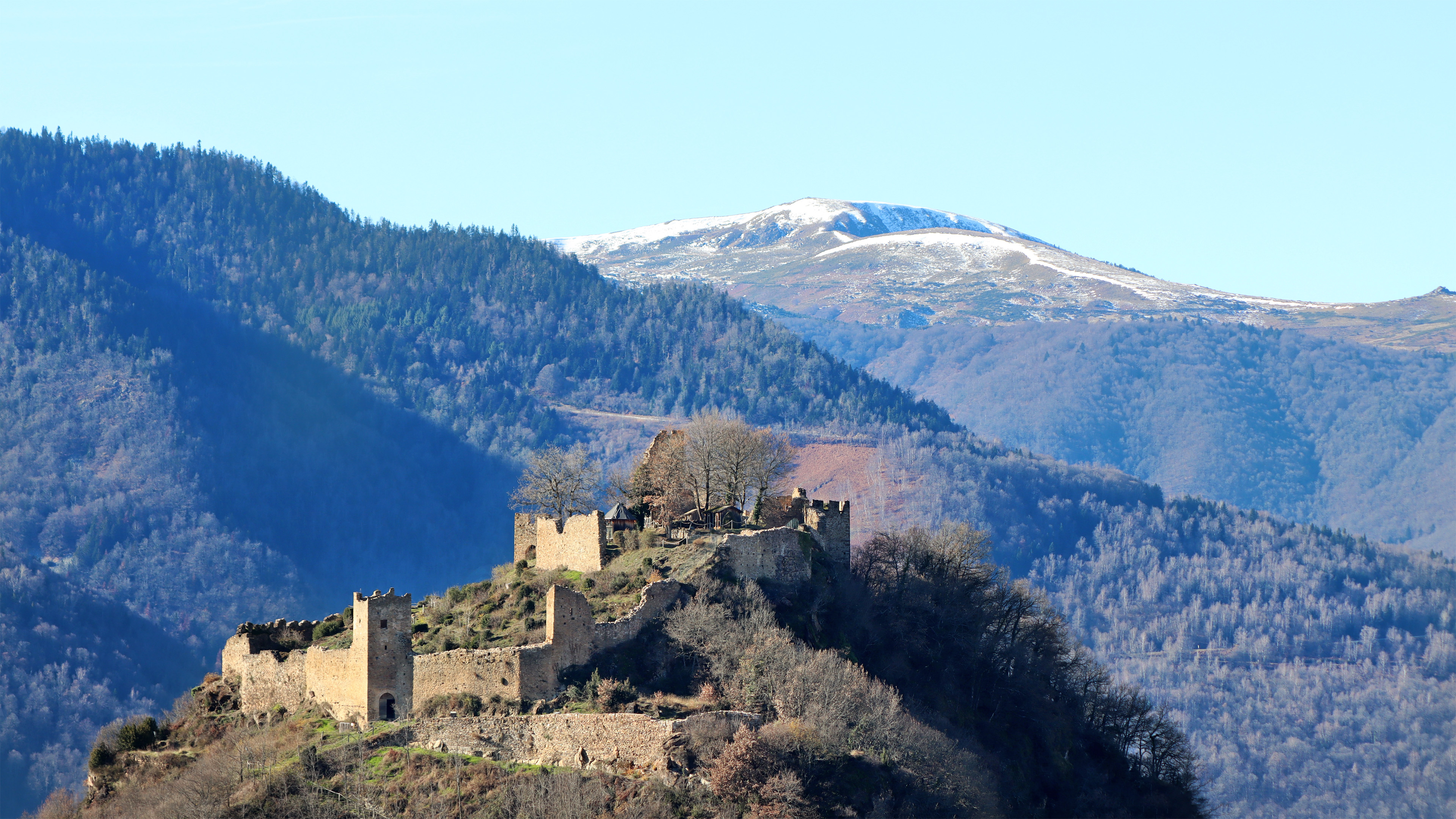
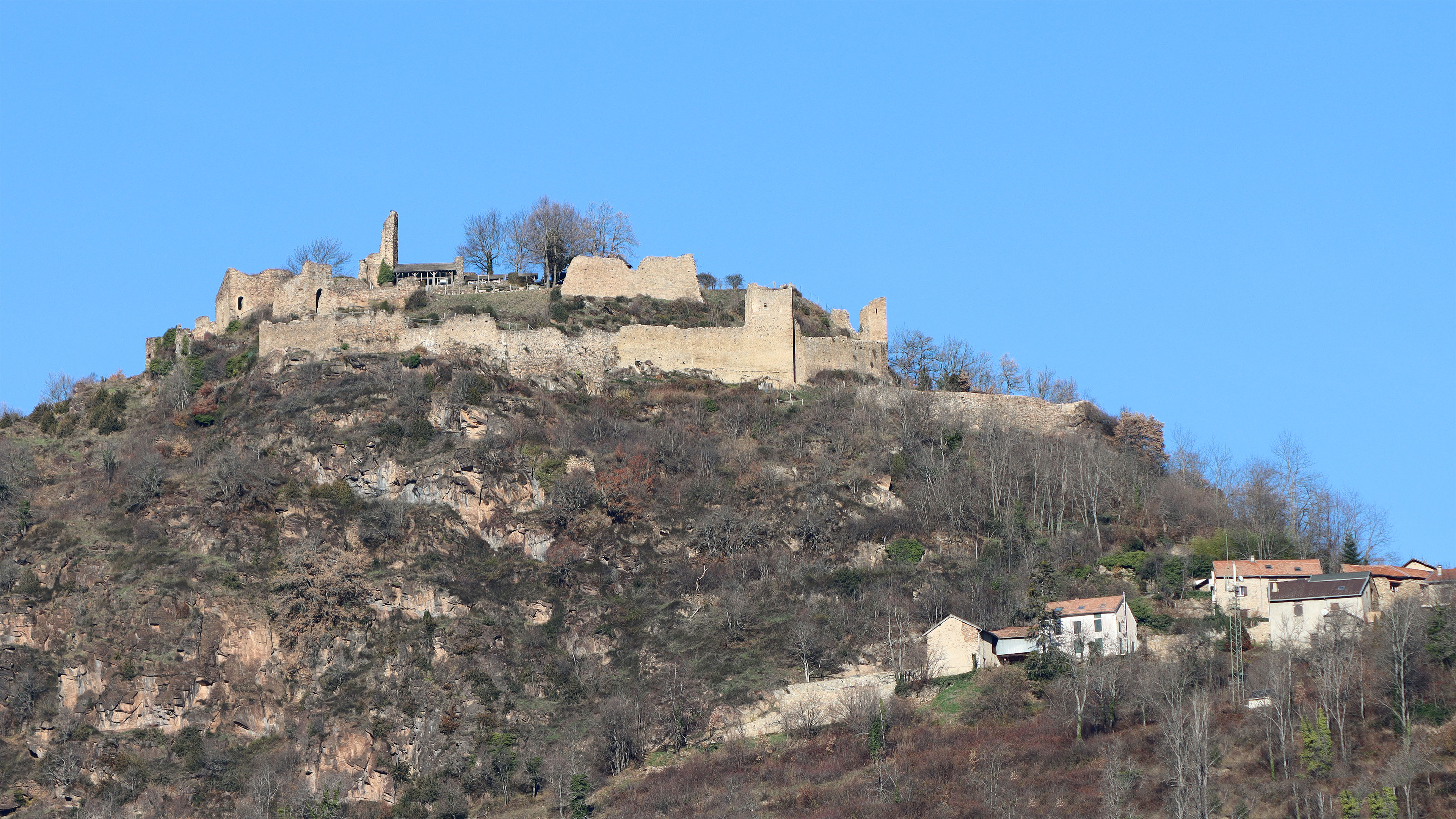